# Jordi Sebastià
Jordi Sebastià i Talavera (Burjasot, Valencia; 1966) es un escritor, periodista y profesor universitario español.  En las elecciones al Parlamento Europeo de 2014 fue elegido diputado al Parlamento Europeo por la coalición Primavera Europea liderada por Compromís.

## Actividad política
Es concejal en Burjasot desde 1999, elegido en las listas del Bloc Nacionalista Valencià, siendo el portavoz de la formación en el consistorio desde 2003.
En febrero de 2013 el juzgado de instrucción de Paterna ordenó la imputación de 9 personas por injurias y amenazas a Jordi Sebastià en la red social Facebook. Además de insultos y amenazas, aparecía información sobre sus movimientos en el pueblo, fotografías de su coche personal y de él mismo. Entre los detenidos había militantes del Partido Popular y del desaparecido partido de ultraderecha Coalición Valenciana. Tres años más tarde, en 2016, el juez archivó la causa y declaró "no culpables" a los acusados.
En abril de 2013 fue imputado por un delito por impedir la libertad de expresión e incitar al odio.
El 25 de mayo de 2014 fue elegido eurodiputado por la coalición Primavera Europea, en las Elecciones al Parlamento Europeo de 2014, el primer representante en Europa de Compromís. 
En febrero de 2019 confirmó su intención de volver a presentarse como cabeza de lista por Compromís a las elecciones europeas, en el proceso de Primarias iniciado por la coalición valenciana.

## Actividad profesional
Licenciado en Filología, desde 2004 es profesor de periodismo en la Universidad de Valencia. Ha escrito diversos libros de temática variada y ha colaborado en la revista El Temps. Actualmente también trabaja como periodista independiente y escritor.

## Obra literaria
Como escritor ha publicado la novela Un assumpte de perifèria (1999), que habla del periodismo, y el libro de relatos Atzucacs (2009). En el campo del ensayo, publicó El parany cosmopolita. Una mirada a les arrels ideològiques de la globalització (2004), donde habla del proceso de globalización y explica que el cosmopolitismo es un concepto exclusivo de Occidente que actualmente se está utilizando “como una coartada para la uniformidad planetaria que Occidente ha puesto en marcha y que en estos momentos recibe el nombre de globalización”. Esta publicación creó una cierta polémica, al recibir tanto críticas muy elogiosas y otras negativas que lo tacharon de antioccidental.
Es también autor de los libros periodísticos La conquesta del vent (2004), La bellesa industrial (2007) y La dignitat i l'aixada (2010). Como periodista se ha especializado en reportajes sociales, enviados desde más de 25 países diferentes y ha ganado los premios Laia González, con Morir al carrer, un reportaje sobre los meninos de rua de Brasil y el Ramon Barnils, con el reportaje El president, la fallera, l'horta i la carretera, donde denunciaba el tráfico de influencias y su relación con el urbanismo valenciano, en concreto sobre la huerta de Burjasot. En 2013 escribió para la ONG Fundació Fontilles el libro-reportaje Llàgrimes de cotó, de pols i de silenci, sobre las mujeres con lepra en la India.
En 2008 ganó el premio de narrativa breve Josep Pasqual Tirado, de la Diputación de Castellón, con la obra Atzucacs.
En su última publicación, Quadern de l'Europa Trista, editado por Bromera, explica, a modo de dietario, su experiencia como eurodiputado así como el funcionamiento de la Unión Europea. Un libro en el que conviven algunos de los momentos más importantes y convulsos de la historia de la UE, como el Brexit o los atentados de Bruselas.